# Krasnoznameanka (Krasnoznameanka), Krasnohvardiiske
Krasnoznameanka (în ucraineană Краснознам'янка) este localitatea de reședință a comunei Krasnoznameanka din raionul Krasnohvardiiske, Republica Autonomă Crimeea, Ucraina.

## Demografie
Componența lingvistică a localității Krasnoznameanka
     Rusă (68,98%)
     Tătară crimeeană (18,28%)
     Ucraineană (10,92%)
     Alte limbi (0,08%)
Conform recensământului din 2001, majoritatea populației localității Krasnoznameanka era vorbitoare de rusă (68,98%), existând în minoritate și vorbitori de tătară crimeeană (18,28%) și ucraineană (10,92%).